# Площа Африки (Туніс)
Пло́ща А́фрики (фр. Place d'Afrique) — центральна площа столиці Тунісу міста Туніса.
Круговий майдан розташований на півшляху центральної вулиці міста — авеню (бульвар) Хабіба Бургіби, на його перетині з авеню Мухаммеда V, яке пролягає північніше Парку Бельведер (Parc du Belvédère).
У центрі площі Африки — пам'ятник-годинник, так званий «туніський Біг-Бен», що символізує добу «пост Бургіби». Цей годинник свого часу замінив кінну статую президента Бургіби.
Найчастіше саме площа Африки є відправним пунктом для екскурсії містом, зокрема через авеню Бургіби і Французьку браму до середньовічної медіни.